# Nuoto ai Giochi della XXIV Olimpiade - 200 metri rana femminili

## Record
Prima di questa competizione, il record del mondo (WR) e il record olimpico (OR) erano i seguenti.
|                 | 2'27"27 | Allison Higson Canada           | 28 maggio 1988 Montréal, Canada     |
| Record olimpico | 2'29"54 | Lina Kačiušytė Unione Sovietica | luglio 1980 Mosca, Unione Sovietica |

Durante l'evento sono stati migliorati i seguenti record:
| Data         | Evento      | Atleta            | Nazione          | Tempo   | Record          |
| ------------ | ----------- | ----------------- | ---------------- | ------- | --------------- |
| 20 settembre | 5ª batteria | loulia Bogatcheva | Unione Sovietica | 2'28"94 | Record olimpico |
| 20 settembre | 6ª batteria | Silke Hoerner     | Germania Est     | 2'27"63 | Record olimpico |
| 21 settembre | Finale      | Silke Hoerner     | Germania Est     | 2'26"71 |                 |

## Batterie
Si sono svolte 6 batterie di qualificazione. Le prime 8 atlete si sono qualificate per la finale A, le successive 8 hanno invece disputato la finale B.
| #  | Batteria | Atleta                   | Nazionalità      | Tempo   | Note |
| -- | -------- | ------------------------ | ---------------- | ------- | ---- |
| 1  | 6        | Silke Hoerner            | Germania Est     | 2:27.63 | Q    |
| 2  | 5        | loulia Bogatcheva        | Unione Sovietica | 2:28.94 | Q    |
| 3  | 4        | Antoaneta Frenkeva       | Bulgaria         | 2:29.57 | Q    |
| 4  | 6        | Allison Higson           | Canada           | 2:29.67 | Q    |
| 5  | 5        | Tania Dangalakova        | Bulgaria         | 2:29.91 | Q    |
| 6  | 5        | Huang Xiaomin            | Cina             | 2:30.03 | Q    |
| 7  | 4        | Ingrid Lempereur         | Belgio           | 2:30.07 | Q    |
| 8  | 4        | Manuela Dalla Valle      | Italia           | 2:30.60 | Q    |
| 9  | 6        | Susanne Börnike          | Germania Est     | 2:30.71 | q    |
| 10 | 4        | Svetlana Douzmina        | Unione Sovietica | 2:30.93 | q    |
| 11 | 5        | Linda Moes               | Paesi Bassi      | 2:31.98 | q    |
| 12 | 6        | Tracey McFarlane         | Stati Uniti      | 2:32.11 | q    |
| 13 | 4        | Annalisa Nisiro          | Italia           | 2:32.77 | q    |
| 14 | 3        | Brigitte Becue           | Belgio           | 2:33.13 | q    |
| 15 | 6        | Susan Rapp               | Stati Uniti      | 2:34.21 | q    |
| 16 | 5        | Guylaine Clouthier       | Canada           | 2:34.36 | q    |
| 17 | 4        | Britta Dahm              | Germania Ovest   | 2:35.06 |      |
| 18 | 3        | Silvia Parera            | Spagna           | 2:35.57 |      |
| 19 | 6        | Yoshie Nishioka          | Giappone         | 2:35.81 |      |
| 20 | 4        | Susannah Brownsdon       | Regno Unito      | 2:36.14 |      |
| 21 | 5        | Kornelia Stawicka        | Polonia          | 2:36.86 |      |
| 22 | 6        | Virginie Bojaryn         | Francia          | 2:37.38 |      |
| 23 | 5        | Hiroko Nagasaki          | Giappone         | 2:37.44 |      |
| 24 | 5        | Karen Homing             | Perù             | 2:37.84 |      |
| 25 | 5        | Pia Sorensen             | Danimarca        | 2:38.49 |      |
| 26 | 4        | Pascaline Louvrier       | Francia          | 2:38.75 |      |
| 27 | 3        | Ragneidur Runnolfsdottir | Islanda          | 2:39.10 |      |
| 28 | 3        | Dorota Chylak            | Polonia          | 2:39.38 |      |
| 29 | 2        | Sung-Won Park            | Corea del Sud    | 2:39.40 |      |
| 30 | 3        | Lara Hooiveld            | Australia        | 2:39.97 |      |
| 31 | 2        | Nancy Arendt             | Lussemburgo      | 2:40.78 |      |
| 32 | 3        | Anamarija Petričević     | Jugoslavia       | 2:40.80 |      |
| 33 | 2        | Helen Frank              | Regno Unito      | 2:41.12 |      |
| 34 | 6        | Heike Esser              | Germania Ovest   | 2:41.34 |      |
| 35 | 1        | Carwai Seto              | Taipei cinese    | 2:42.31 |      |
| 36 | 2        | Patricia Bruelhart       | Svizzera         | 2:42.82 |      |
| 37 | 1        | Montserrat Hidalgo       | Costa Rica       | 2:44.72 |      |
| 38 | 2        | Sigrid Niehaus           | Costa Rica       | 2:45.35 |      |
| 39 | 3        | Alicia Maria Boscatto    | Argentina        | 2:45.80 |      |
| 40 | 3        | Huiling Chen             | Cina             | 2:45.87 |      |
| 41 | 2        | Kim Chen                 | Taipei cinese    | 2:50.84 |      |
| 42 | 1        | Dipika Chanmugam         | Sri Lanka        | 2:51.60 |      |
| -  | 2        | Valentina Aracil         | Argentina        | SQ      |      |

## Finale B
| Posizione | Atleta             | Paese            | Tempo   | Note |
| --------- | ------------------ | ---------------- | ------- | ---- |
| 1         | Susanne Börnike    | Germania Est     | 2:28.55 |      |
| 2         | Svetlana Kouzmina  | Unione Sovietica | 2:30.03 |      |
| 3         | Linda Moes         | Paesi Bassi      | 2:30.83 |      |
| 4         | Annalisa Nisiro    | Italia           | 2:31.19 |      |
| 5         | Susan Rapp         | Stati Uniti      | 2:32.90 |      |
| 6         | Tracey McFarlane   | Stati Uniti      | 2:33.46 |      |
| 7         | Guylaine Clouthier | Canada           | 2:33.55 |      |
| 8         | Brigitte Becue     | Belgio           | 2:34.10 |      |

## Finale A
| Posizione | Atleta              | Paese            | Tempo   | Note |
| --------- | ------------------- | ---------------- | ------- | ---- |
| Oro       | Silke Hoerner       | Unione Sovietica | 2:26.71 |      |
| Argento   | Huang Xiaomin       | Cina             | 2:27.49 |      |
| Bronzo    | Antoaneta Frenkeya  | Bulgaria         | 2:28.34 |      |
| 4         | Tania Dangalakova   | Bulgaria         | 2:28.43 |      |
| 5         | loulia Bogatcheva   | Unione Sovietica | 2:28.54 |      |
| 6         | Ingrid Lempereur    | Belgio           | 2:29.42 |      |
| 7         | Allison Higson      | Canada           | 2:29.60 |      |
| 8         | Manuela Dalla Valle | Italia           | 2:29.86 |      |